# 都隆奇
都隆奇（?—?），西汉时期匈奴将领。虚闾权渠单于正妻颛渠阏氏的弟弟。
都隆奇原来担任左大且渠，汉宣帝神爵二年（前60年），虚闾权渠单于死后，他和颛渠阏氏计划乘诸王未至之机，拥立右贤王屠耆堂为握衍朐鞮单于，非常受新单于的信用。神爵四年（前58年），被呼韩邪单于击败，投奔握衍朐鞮单于的弟弟右贤王。当年冬天，他和右贤王拥立日逐王薄胥堂为屠耆单于，发兵几万向东攻打呼韩邪单于。五凤元年（前57年），匈奴五单于并立，他率兵击败乌籍单于。五凤二年（前56年），又随屠耆单于攻打呼韩邪单于，战败。与屠耆单于小儿子右谷蠡王姑瞀楼头归顺汉朝。